# Spermophorella kurtbaueri
Spermophorella kurtbaueri is een insect uit de familie van de Berothidae, die tot de orde netvleugeligen (Neuroptera) behoort. 
Spermophorella kurtbaueri is voor het eerst wetenschappelijk beschreven door U. Aspöck & H. Aspöck in 1987.